# Daniel Richard
Pour les articles homonymes, voir Richard.
 (septembre 2019).
Daniel Richard, né le 19 avril 1944 à Bagnols-sur-Cèze et mort le 12 janvier 2023 à Castelnau-le-Lez,, est un entrepreneur français.

## Biographie

### Origines et formation
Daniel Richard est fils d'un officier de marine, sa mère décède lorsqu'il a trois ans,. Petit-fils d'un polytechnicien, il entre en 1964 à l'École nationale de l'aviation civile (ENAC), dont il obtient le diplôme d'ingénieur deux ans plus tard,.

### Carrière
Daniel Richard débute à 25 ans dans le cabinet de conseil en gestion d'entreprises Bossard Consultant, où il est « spécialiste des dossiers atypiques ».
En 1980, il est embauché par les 3 Suisses qu'il dirigera dix ans plus tard. Il mise alors essentiellement sur le catalogue et des publicités « chic et choc ».
En 1997, le groupe LVMH lui confie la direction de Sephora succédant à Dominique Mandonnaud.
Il devient, en 2001, directeur de l'innovation et du développement du Groupe Galeries Lafayette.
Il est élu PDG de Nova Press en 2007 et remplace Jean-François Bizot à la mort de celui-ci.
En 2009, il reprend avec son fils Stéphane, la marque tarasconnaise de prêt-à-porter Souleiado,. En 2018, un litige éclate avec Stéphane, qui assigne son père en justice. En 2020, il est révoqué de ses fonctions par une décision du tribunal de commerce de Tarascon confirmée par la cour d'appel d'Aix-en-Provence, en raison d'un « comportement inadapté pour un dirigeant ». Il estime avoir agi dans le seul intérêt de l'entreprise et se dit « trahi » par Stéphane, et fait le choix de se pourvoir en cassation.

### Engagements
En 2001, Daniel Richard succède à Luc Hoffmann comme président du Fonds mondial pour la nature - France. En 2008, il cède sa place à Claude Dumont.
En 2005, au cours de son mandat, l’Alliance pour la planète verra le jour et rassemblera plus de 80 ONG qui aboutira au Grenelle de l'environnement.
La même année, il lancera également une campagne d'analyse de sang auprès de riverains volontaires à Nîmes-La Bastide, situés dans un rayon de 500 m à 4 km du futur incinérateur. Ces analyses serviront de base zéro pour les futurs prélèvements, avant la mise en service de l'incinérateur. Mais aucun résultat ne sera publié.
En février 2009, il fonde un mouvement écologiste et citoyen, Résistances,, avec Victor Hugo Espinosa. Il annonce sa candidature aux élections européennes dans la circonscription Île-de-France.
Pour les élections municipales de 2020 à Nîmes, il obtient le ralliement de EELV, puis du Parti Socialiste, du Parti radical de gauche, de La France insoumise, de Génération écologie, de Cap21 et d'acteurs associatifs. Il conduit au premier tour la liste " Nîmes, une ville nommée désir " qui se classe cinquième avec 12,19 %. Pour le second tour, alors que ses colistiers souhaitent un accord avec la liste " Nîmes citoyenne à gauche " conduite par Vincent Bouget, il décide de se rallier à Yvan Lachaud, candidat UDI, investi par le MODEM et soutenu par la majorité présidentielle (LREM) qui avait réalisé 15,73 %, tournant ainsi le dos à ses engagements. Ses colistiers désavouent presque unanimement cette démarche qu'ils qualifient de trahison. Le 28 juin, les électeurs désavouent cette fusion ; la liste fusionnée n'arrivant qu'à la troisième position avec un des plus faibles reports de voix à 18,62 %. Daniel Richard est élu conseiller municipal et communautaire mais ne siège pas et donne procuration, lors de la séance d'installation, puis démissionne sans avoir jamais siégé. Lors de campagne de premier tour, il avait déjà annoncé que seules les fonctions de maire et président de l'intercommunalité l'intéressaient.

## Décoration
- Chevalier de la Légion d'honneur (1997)[24].